# Сан-Антонио-Оэсте
Сан-Антонио-Оэсте (исп. San Antonio Oeste) — город и муниципалитет в департаменте Сан-Антонио провинции Рио-Негро (Аргентина), административный центр департамента.

## История
В 1898 году на берегу залива залива Сан-Антонио началось строительство порта Сан-Антонио-Эсте («Сан-Антонио — Восток»). Однако быстро выяснилось, что место для порта выбрано неудачно: оно было трудно достижимо для гужевого транспорта из внутренних областей материка (откуда и должна была доставляться продукция в порт для последующего вывоза морем).
В 1905 году в регионе начала действовать фирма «Сассемберг». Она решила обосноваться в Сан-Антонио, но ей понадобилось место, расположенное западнее — ближе к районам деловой активности. 10 июля 1905 года лодка фирмы «Сассемберг» прибыла к месту современного расположения города — этот день и считается датой основания Сан-Антонио-Оэсте («Сан-Антонио — Запад»). В 1908 году на новом месте уже разместились поселенцы и власти, и началось строительство железнодорожной станции. В 1910 году образование населённого пункта Сан-Антонио-Оэсте было утверждено официальным документом правительства.